# Dolors Marín Silvestre
Dolors Marín Silvestre (l'Hospitalet de Llobregat, 1957) és una doctora en Història Contemporània per la Universitat de Barcelona amb una tesi sobre la formació de la cultura llibertària a Catalunya i l'organització de grups d'afinitat anarquista.
Experta en la història dels moviments socials europeus contemporanis, ha realitzat treballs a la Universitat de París - Sorbonne i ha treballat en diversos mitjans audiovisuals. Els seus estudis s'han centrat en la formació de la cultura llibertària a Catalunya, els grups d'afinitat i la resistència armada al franquisme. Col·labora amb l'Observatori per a la Recerca Etnològica de Catalunya en l'àmbit de memòria històrica.
Ha treballat de professora de tècniques de documentació audiovisual en el màster de noves professions de la Universitat de Barcelona, i de documentalista i comissària de diferents exposicions: L'Hospitalet, 100 anys d'Ajuntament; Collblanc-la Torrasssa, història d'un barri (2001); Surrealisme i Etnografia: la trobada fecunda (2000); Ètnic (2004), i Gitanos, sis segles de cultura rom a Catalunya (2005). A més, ha sigut assessora en el camp audiovisual i documentalista en diferents reportatges i pel·lícules, com “Vivir la utopía” sobre l'anarquisme a l'Estat espanyol; “Catalunya retalls” (RTVE), “Passa el segle” (Canal 9), “Maquis a Catalunya” i “Aquell 98” (TV3).
Ha destacat així mateix en l'activisme per la recuperació de la memòria històrica; així, l'any 2010 va preparar la ruta Quico Sabaté a l'Hospitalet de Llobregat. Col·labora amb l'Observatori per a la Recerca Etnològica de Catalunya en l'àmbit de memòria històrica. Forma part de l'equip de redacció del Diccionari biogràfic de dones i ha escrit sobre dones espiritistes i lliurepensadores.

## Obres publicades
- Francesca Bonnemaison: educadora de ciutadanes.  Barcelona: Diputació de Barcelona, 2004. ISBN 978-8498030099.
- Editorial Nova Terra: un referent.  Barcelona: Mediterrània, 2004. ISBN 978-8483345825.
- La Semana Trágica: Barcelona en llamas, la revuelta popular y la Escuela Moderna (en castellà).  Madrid: La Esfera de los Libros, 2009.
- Memòria històrica dels ateneus a Catalunya: un patrimoni de pràctica associativa i una història que cal rescatar. Barcelona: Fundació Ferrer i Guàrdia, 2010.
- Anarquistas, un siglo de movimiento libertario en España (en castellà).  Ariel, 2011. ISBN 978-8434469341.
- “El cambio de la imagen de la mujer en el siglo XX: Del ángel del hogar al ángel exterminador. Mujeres contra la guerra en el espacio urbano de Barcelona durante la Semana Trágica (Barcelona, 1909)”. Dins: Molas Font, María Dolors (ed.). De las mujeres, el poder y la guerra. Historia y creación. Barcelona: Icaria, 2012, p. 95 – 120.
- Anarquismo: una introducción (en castellà).  Ariel, 2014. ISBN 978-8434417885.
- "Quico Sabaté: antibiografía de un maquis anarquista con cien años de historia". Dins: Vargas Golarons, Ricardo [coordinador]. Quicó Sabaté i la guerrilla anarquista. [Barcelona]: Descontrol: Comissió Centenari de Quico Sabaté, 2015, p, 113-116.
- La Casa del Poble i el moviment obrer a Mallorca (1900-1936). Palma: Lleonard Muntaner [etc.], 2016.
- Libertarias. Femmes anarchistes espagnoles. França: Anda-éditions, 2017.
- "Anselmo Lorenzo. Del educador y librepensador al científico social". Dins: Anselmo Lorenzo (1914-2014): en el alba del anarquismo. Mallorca: Calumnia, 2017, p. 139-167.
- Espiritistes i lliurepensadores: Dones pioneres en la lluita pels drets civils.  Madrid: Maeva, 2018. ISBN 978-8417214036.
- 10 Escenarios de la memoria. Mujeres Obreras en el Raval. Barcelona: Associació Cultural El Lokal, 2020.
- Breu història de l'anarquisme als Països Catalans.  Pagès editors, 2021. ISBN 978-8413032511., amb Jordi Martí i Font